# Quechua-Literatur

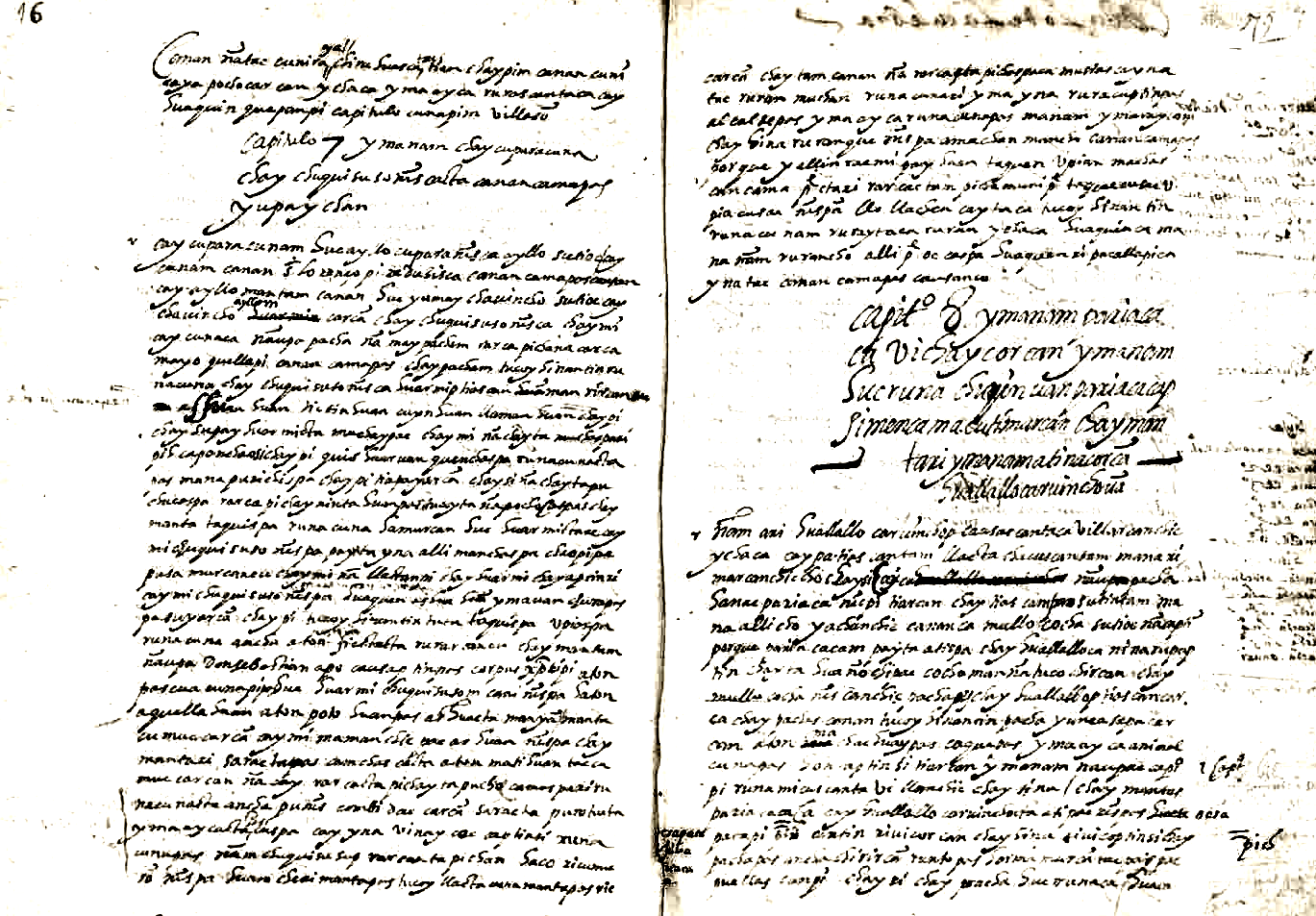
Kapitel 7 und 8 des Huarochirí-Manuskripts, Anfang 17. Jahrhundert

Die Quechua-Literatur oder ketschuasprachige Literatur kann auf eine schriftliche Tradition seit Beginn der spanischen Kolonialzeit blicken, ihre Ursprünge liegen jedoch erheblich weiter zurück.

## Vorkoloniale Zeit
Bis zum Ende der Zeit der Inka wurden Traditionen im Kulturraum der Anden ausschließlich mündlich vermittelt. Alte Lieder und Mythen wurden auf diesem Wege bis in die jüngste Vergangenheit von Generation zu Generation weitergegeben. Neben dem gesprochenen Wort waren dabei Körpersprache und Gesichtsausdruck wichtig. Dabei wurden Texte nicht wörtlich wiedergegeben, sondern immer wieder verändert, unterlagen also mit der Zeit einer starken Umformung. Andine Religion und Weltbild bestimmten dabei den Inhalt der Erzählungen und Lieder.
In der Inkazeit gab es bereits eine Vielzahl an oralen Ausdrucksformen, die teilweise mit verschiedenen Künstlerberufen verbunden waren. Der ecuadorianische Dichter und Literaturhistoriker Ariruma Kowii zählt folgende mündlichen Literaturformen auf: Lieder und Gesänge (taki), Tänze (tusuy, tushuy), Gedichte (harawi, arawi), Triumphgesänge (haway), Theater (aranwa), Pantomime (aya uma), Erzählungen und Mythen (willakuy, yupay) sowie Dialog (chimpapurari). Wichtige Träger der entwickelten Quechua-Tradition waren die Weisen (amawta, auch: amauta), die Philosophen, Dichter und Vortragende zugleich waren.

## Kolonialzeit

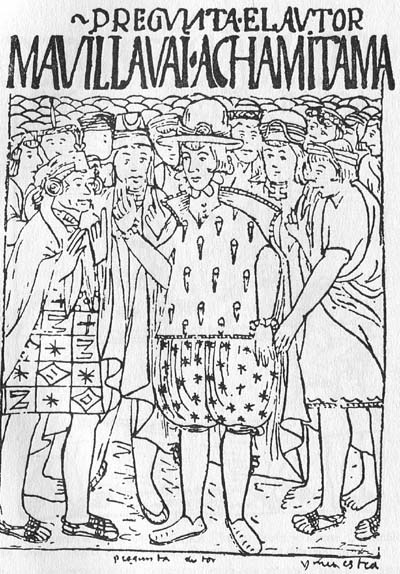
Waman Puma de Ayala, Selbstporträt

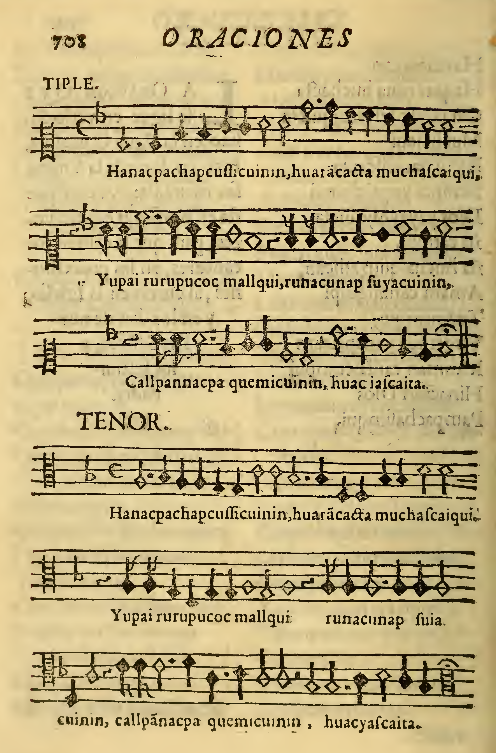
Geistliches Lied Hanacpachap cussicuinin, 1631

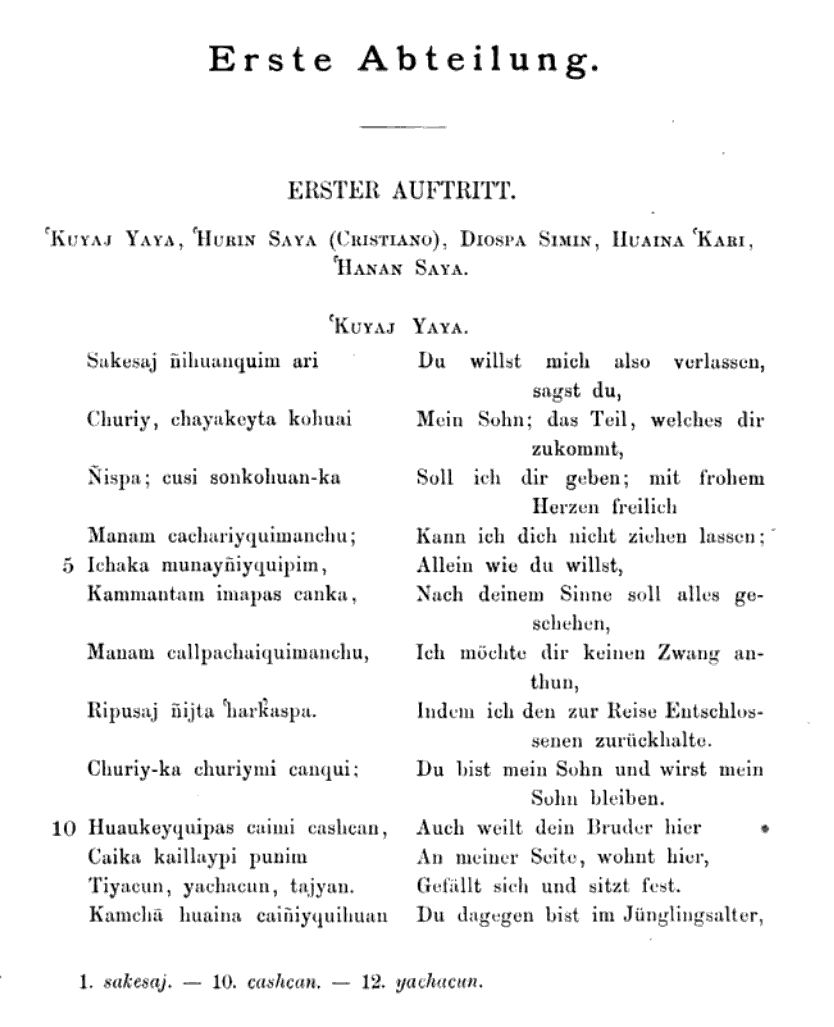
Der verlorene Sohn, Ausgabe Middendorf, 1891

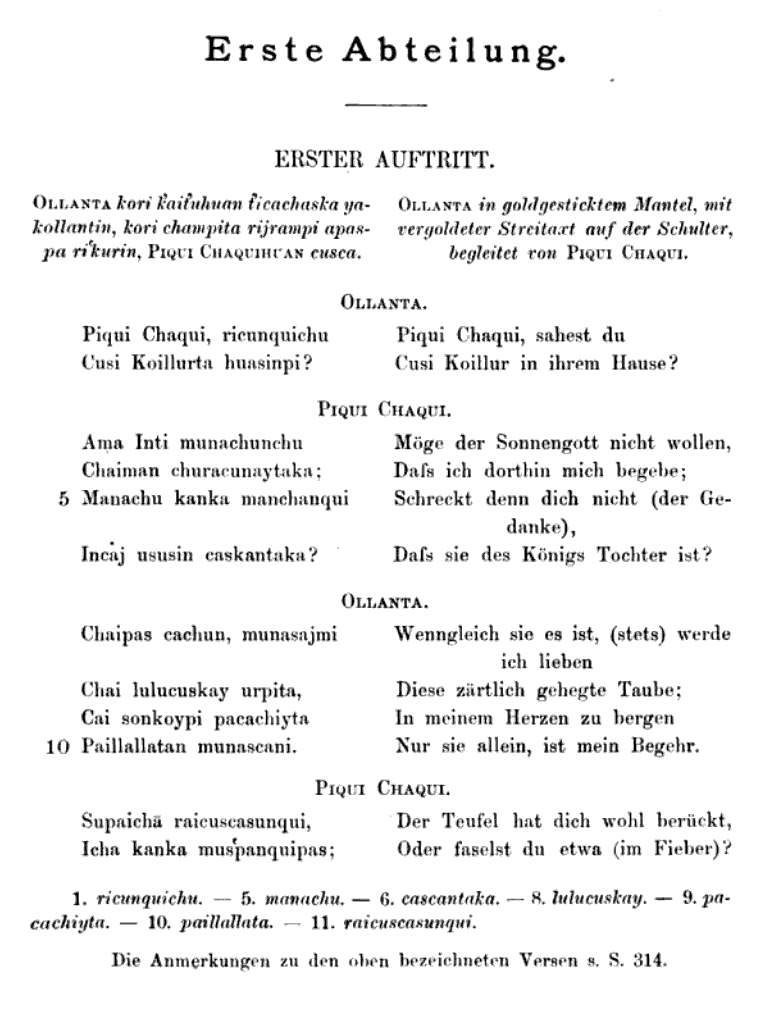
Drama Ollanta, Ausgabe Ernst Middendorf, 1890

Da die quechuasprachigen Kulturen vor der Conquista keine Schrift kannten, gibt es niedergeschriebene Werke in der Quechua-Sprache erst seit Beginn der Kolonialzeit. Von spanischen Chronisten wurden einige lyrische Texte (Gesänge) und Mythen aufgezeichnet. Einen wichtigen Beitrag zur schriftlichen Fixierung alter andiner mündlicher Tradition leisteten Waman Puma de Ayala und Inca Garcilaso de la Vega, jedoch vorwiegend in spanischer Übersetzung. Überliefert sind unter anderem der Schöpfungsmythos der Inka von Paqaripampa auf der Insel Titiqaqa (Sonneninsel im Titicaca-See) und die Sage von den Ayar-Brüdern, von denen einer, Manku Qhapaq, als Gründer der Stadt Qusqu auftritt. Einige Elemente dieser Mythen sind bis heute in der Quechua-Bevölkerung Südperus mündlich tradiert, so im Mythos von Inkarrí als Gründer von Qusqu.
Bei der auf Quechua verfassten Literatur der Kolonialzeit handelt es sich fast ausschließlich um doktrinäre Texte bzw. Gebets- und Liedtexte der katholischen Kirche. Die meisten dieser teilweise bis heute gesungenen Texte sind anonymen Ursprungs. 1584 erschien die dreisprachige Doctrina Christiana: auf Spanisch, Quechua und Aymara, das erste in Peru gedruckte Buch.
Eine wichtige Ausnahme unter den ausschließlich katholischen Quechua-Texten – ein einmaliges Dokument aus der Zeit kurz nach der Eroberung – stellt das Huarochirí-Manuskript dar, welches im Auftrag des Bischofs Francisco Avila zur „Bekämpfung des heidnischen Glaubens“ angefertigt wurde. Hier finden wir eine detaillierte Beschreibung des traditionellen Glaubens der indigenen Bevölkerung der Provinz Huarochirí. Hauptrollen spielen hier Berggottheiten (Wak'as), darunter die Gegenspieler Paryaqaqa und Wallallu Qarwinchu, welche auch Schutzgottheiten der regionalen Ethnien (Waruchiri, Wanka) darstellen. Dieses Dokument lag jedoch bis ins 20. Jahrhundert unbeachtet in der königlichen Bibliothek der spanischen Hauptstadt Madrid.
Ein in der frühen Kolonialzeit entstandenes Drama unbekannter Autorenschaft ist die Tragödie vom Ende des Atawallpa (Atau Wallpaj p'uchukakuyninpa wankan = Tragedia del fin de Atawallpa), die das gewaltsame Ende des Inka-Herrschers Atawallpa durch Francisco Pizarro in Cajamarca behandelt.
Auf die Kolonialzeit geht auch die schriftliche Überlieferung des epischen Quechua-Dramas Apu Ollantay zurück, welches in etwa sechs verschiedenen Versionen aufgeschrieben wurde und dessen Ursprünge bereits vor der Unterwerfung Perus durch die Spanier liegen dürften. Es behandelt die verbotene Liebe zwischen einem General und der Tochter des Inka-Herrschers. Dieses Drama wurde in der Kolonialzeit im Theater von Cusco gespielt, bis die Bühne nach dem gescheiterten Aufstand unter José Gabriel Condorcanqui 1781 gewaltsam geschlossen wurde.
Unter den katholischen Quechua-Texten sticht die dramatische Bearbeitung des verlorenen Sohnes (Lk 15:11–32, Chinkasqa churi – El hijo pródigo) durch den indigenen (oder mestizischen) Theologieprofessor Juan de Espinosa Medrano (gestorben 1688) hervor, der die biblische Handlung in die Realität der Quechua verlegt. Chinkasqa churi wurde häufig im Theater von Cusco gespielt.
Christlichen Hintergrund hat auch des anonyme Bühnenstück Usca Paucar, in dem ein verarmter Inka-Adliger durch die Jungfrau Maria vor dem Teufel gerettet wird. Ähnlichen Inhalts ist das Stück Yauri Titu Inca (El pobre más rico) von Gabriel Centeno de Osma aus dem Jahre 1707.

## Republikanische Periode

### Drama
Durch die Unabhängigkeit Perus, Boliviens und Ecuadors verschlimmerte sich die Randstellung des Quechua. Die zuvor noch stellenweise vorhandene indigene Elite ging verstärkt in der an Europa orientierten weißen Oberschicht auf. Kaum jemand aus der quechuasprachigen Bauernschaft konnte lesen und schreiben, und wenn, dann nur Spanisch. Aus diesem Grund blieb neben Lyrik das Drama die bevorzugte literarische Gattung der wenigen quechuasprachigen Autoren, darunter Nicanor Jara (Sumaqt'ika, „Schöne Blume“, 1899), Nemesio Zúñiga Cazorla (Qurich'uspi, „Goldene Fliege“, 1915 und T'ikahina, „Wie eine Blume“, 1920), José Félix Silva Ayala (Yawarwaqaq, nach dem Inka-Herrscher, „der Blut weint“, 1919) und Luis Ochoa Guevara (Manco II, 1921), deren Stücke in Cusco aufgeführt wurden. Alle diese Theaterstücke fanden jedoch nur lokal Beachtung. Die Handlungen waren größtenteils in der Inkazeit angesiedelt und hatten somit keinen unmittelbaren Bezug zur aktuellen Lebensrealität der quechuasprachigen Bevölkerung. Faustino Espinoza Navarro rekonstruierte gemeinsam mit Humberto Vidal Unda das Inti Raymi von Cusco, das seitdem auf Cusco-Quechua vor den Ruinen der Festung Saksaywaman aufgeführt wird, wozu er das erste Bühnenmanuskript erstellte. 1953 gründete Espinoza die Academia de la Lengua Quechua, heute „Academia Mayor de la Lengua Quechua“, in der ein von Lehnwörtern gereinigtes, phonetisch allerdings modernes und trotzdem Inka Rimay (auch Qhapaq simi) genanntes Cusco-Quechua gepflegt wird und von der einige Quechua-Texte erschienen sind, welche die Inkazeit verherrlichen.
Mit der Tradition dieser puristischen, auf die Inkazeit ausgerichteten quechuasprachigen Bühnenstücke mestizischer Autoren aus Cusco brach Inocencio Mamani (1904–1990) aus Puno: Die Protagonisten seiner Dramen Sapan Churi (1926) und Tukuypaq munasqan (1927) sind Personen aus der Lebensrealität der Quechua-Bevölkerung, und seine Werke sind in einem volkstümlichen Puno-Quechua geschrieben.
Sehr aktiv war von den 1920er bis zu den 1950er Jahren das quechuasprachige Theater in Ayacucho, dessen Autoren José Salvador Cavero León (Yana puyup intuykusqan, „Von der schwarzen Wolke bedeckt“, 1938; Rasuwillkap wawankuna, „Die Kinder des [Berges] Rasuwillka“, 1945; Wakchapa muchuynin, „Das Leiden des Armen“, 1955), Moisés Cavero Cazo (Qisanpi sapan urpikuna, „Einsame Tauben in ihren Nestern“, 1910; Kaypi wayta, wakpi kichka „Hier die Blüte, dort der Dorn“, 1939) und Olinda Chávez Callirgos (Gobernadorpa justician, 1941) Stücke mit Protagonisten aus der Landbevölkerung Ayacuchos schrieben. Ähnlich verhält es sich mit Artemio Huillca Galindo (Puka Walicha, „Die rote Valeriana“, 1950) aus der Stadt Huanta.

### Lyrik

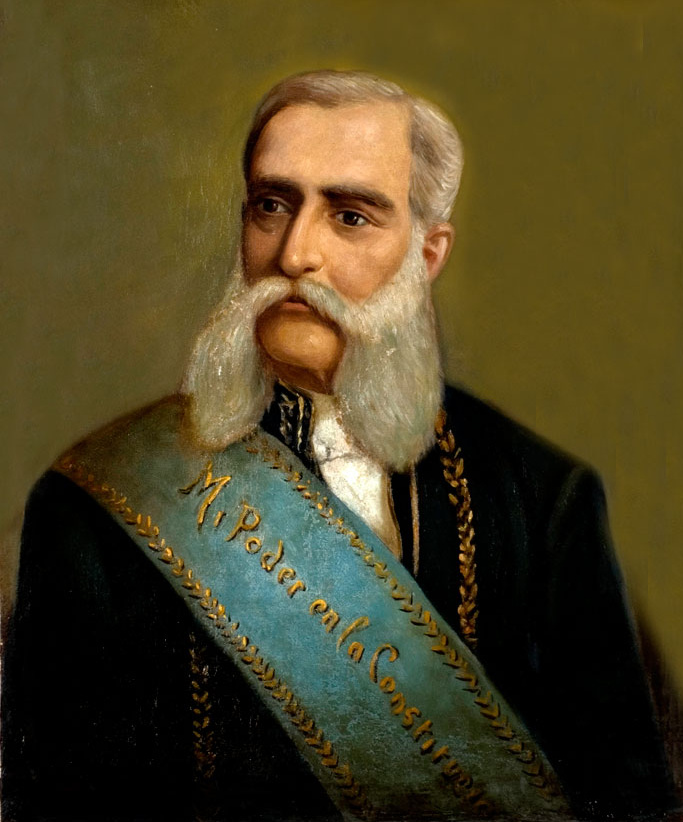
Luis Cordero Crespo, Porträt um 1910

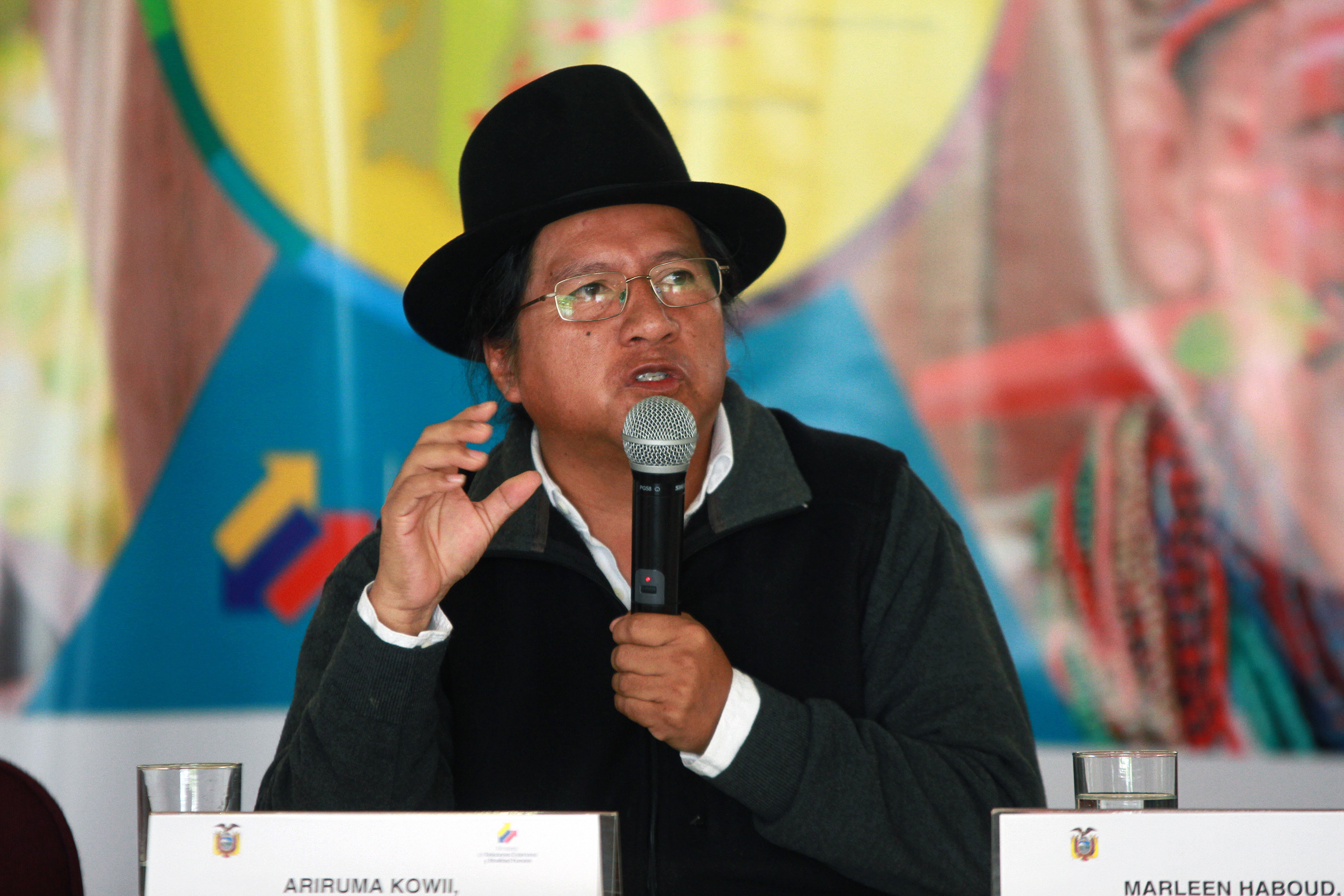
Ariruma Kowii, 2015

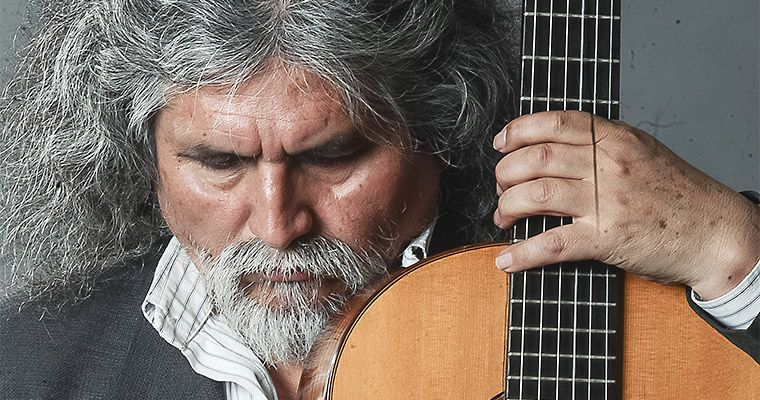
Manuelcha Prado, 2013

In Ecuador gab der spätere Präsident Luis Cordero Crespo Ende des 19. Jahrhunderts zahlreiche kichwasprachige Gedichte heraus. Unter den Quechua-Lyrikern in Peru fand vor allem Andrés Alencastre Gutiérrez (1909–1984), bekannter unter seinem Pseudonym Killku Warak'a, Beachtung, insbesondere mit seinem 1952 erschienenen Gedichtband Taki parwa („Blüten des Gesangs“).
Durch die Aufzeichnung der Texte und Melodien traditioneller quechuasprachiger Lieder machte sich unter anderen der Kirchenmusiker Ricardo Castro Pinto (1916–2011) aus Cusco einen Namen.
Zu den derzeit aktivsten Quechua-Dichtern gehören Hugo Carrillo Cavero (* 1956) aus der Region Apurímac, Dida Aguirre García (* 1953) aus der Region Huancavelica, Gloria Cáceres Vargas (* 1947) aus der Region Ayacucho mit den Gedichtbänden Riqsinakusun, Munakuwaptiykiqa und Yuyaypa k'anchaynin, Odi Gonzales (* 1962) aus der Region Cusco, zu dessen Werken Umantuu und Upa gehören, die Dichterin Ch’aska Anka Ninawaman (* 1973) aus Yauri (Provinz Espinar, Cusco) mit ihrem Gedichtband Ch'askaschay von 2004 sowie José Antonio Sulca Effio (1938–2023) aus Ayacucho. Teilweise auf Quechua schreibt seine Gedichte auch Feliciano Padilla Chalco (Pakasqa takiyniykuna, 2009). In Ecuador hat unter anderen besonders Ariruma Kowii (* 1961) aus Otavalo mit seinen Kichwa-Gedichten zur Entwicklung der indigenen Literatur beigetragen. Literarisch produktiv ist auch die Fernsehjournalistin Yana Lucila Lema Otavalo (* 1974) aus Peguche (Kanton Otavalo).
Der Bewaffnete Konflikt in Peru mit zehntausenden Todesopfern in der Quechua-Bevölkerung vor allem in der Region Ayacucho führte zu einem eigenen Stil des Quechua-Liedes, des „Erinnerungsliedes“, als dessen Vorbild das unter anderen auch von Manuelcha Prado interpretierte Ofrenda (1981) von Carlos Falconí Aramburú (1937–2022) gilt. Auch die Übersetzerin der Aussagen der Überlebenden und Hinterbliebenen aus dem Quechua ins Spanische für die Kommission für Wahrheit und Versöhnung, die Journalistin und Essayistin Alida Castañeda Guerra aus Tambobamba, schrieb Gedichte auf Quechua, parallel mit einer spanischen Version. Zu den Autoren quechuasprachiger Lieder gehört unter anderem auch der ebenso aus der Region Ayacucho stammende Dichter und Komponist Ranulfo Fuentes Rojas (* 1943).
Zu den jüngsten Quechua-Dichtern gehört Percy Borda Huyhua (* 1994), der neben Chanka-Quechua auch Machiguenga spricht und in beiden indigenen Sprachen sowie auf Spanisch zwei Gedichtbände herausgebracht hat. Noch jünger ist Edwin Lucero Rinza (* 1995) aus Inkawasi, der als erster Autor einen eigenen Gedichtband auf Inkawasi-Kañaris-Quechua veröffentlicht hat.

### Prosa

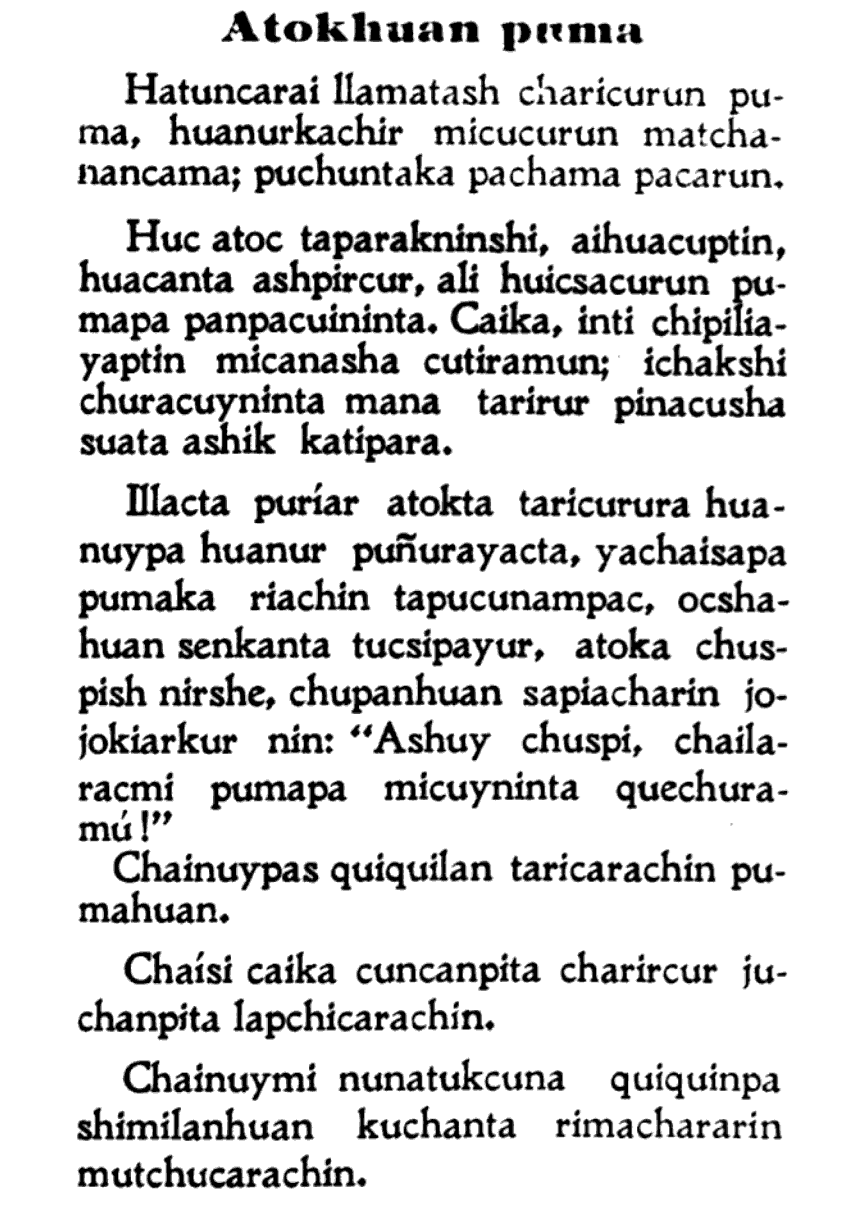
Atuqwan puma, auf Yaru-Quechua, Adolfo Vienrich 1906. Die Begegnung des Fuchses (atuq) mit einem anderen Tier ist ein häufiges Motiv in der Quechua-Überlieferung

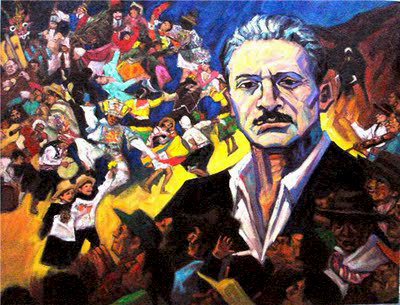
José María Arguedas auf einem Gemälde von Elizher Portuguez Palacios, 2014

Der deutsche Ethnologe Hermann Trimborn entdeckte das quechuasprachige Huarochirí-Manuskript in Madrid wieder, übersetzte es ins Deutsche und veröffentlichte es in zwei zweisprachigen Ausgaben 1939 und 1967. José María Arguedas, der überwiegend auf Spanisch schrieb, gab der Quechua-Literatur durch die von ihm, teilweise mit Jorge Lira, aufgezeichneten Quechua-Lieder deutliche Impulse. Er übersetzte als erster das Huarochirí-Manuskript ins Spanische, erschienen 1966 als zweisprachige Ausgabe. Ein paar kürzere Quechua-Texte, inspiriert durch Erzählungen, gehen auf ihn zurück, darunter die Kurzgeschichte Pongoq Mosqoynin („Der Traum des Dieners“, 1965). 1954 veröffentlichte der Lehrstuhlinhaber für Quechua an der Universidad Nacional Mayor de San Marcos in Lima, Teodoro Meneses Morales (* 1915 in Huanta; † 1987 in Lima), eine Sammlung von drei kurzen Erzählungen aus Huanta.
Umfangreichere Prosatexte auf Quechua gibt es erst seit Mitte des 20. Jahrhunderts. So verarbeitete Jorge Lira die von ihm im Vilcanota-Tal gesammelten Märchen und Erzählungen in seinem 1975 erschienenen Werk Isicha Puytu sowie der Veröffentlichung von Märchen vom oberen Urubamba 1990. Weitere schriftliche Bearbeitungen oraler Tradition sind Unay pachas von Rufino Chuquimamani (aus Puno), Pirumanta qillqasqa willakuykuna von Carmelón Berrocal (aus Ayacucho) sowie Unay willakuykuna (1992) von Crescencio Ramos aus Huancavelica.
Erwähnenswert unter den Quechua-Veröffentlichungen der letzten Jahrzehnte ist die Autobiographie von Gregorio Condori Mamani und Asunta Quispe Huamán, die lebendig ihr Leben in der Zeit der Hacienda beschreiben, aufgezeichnet von Ricardo Valderrama Fernández und Carmen Escalante Gutiérrez (1982).

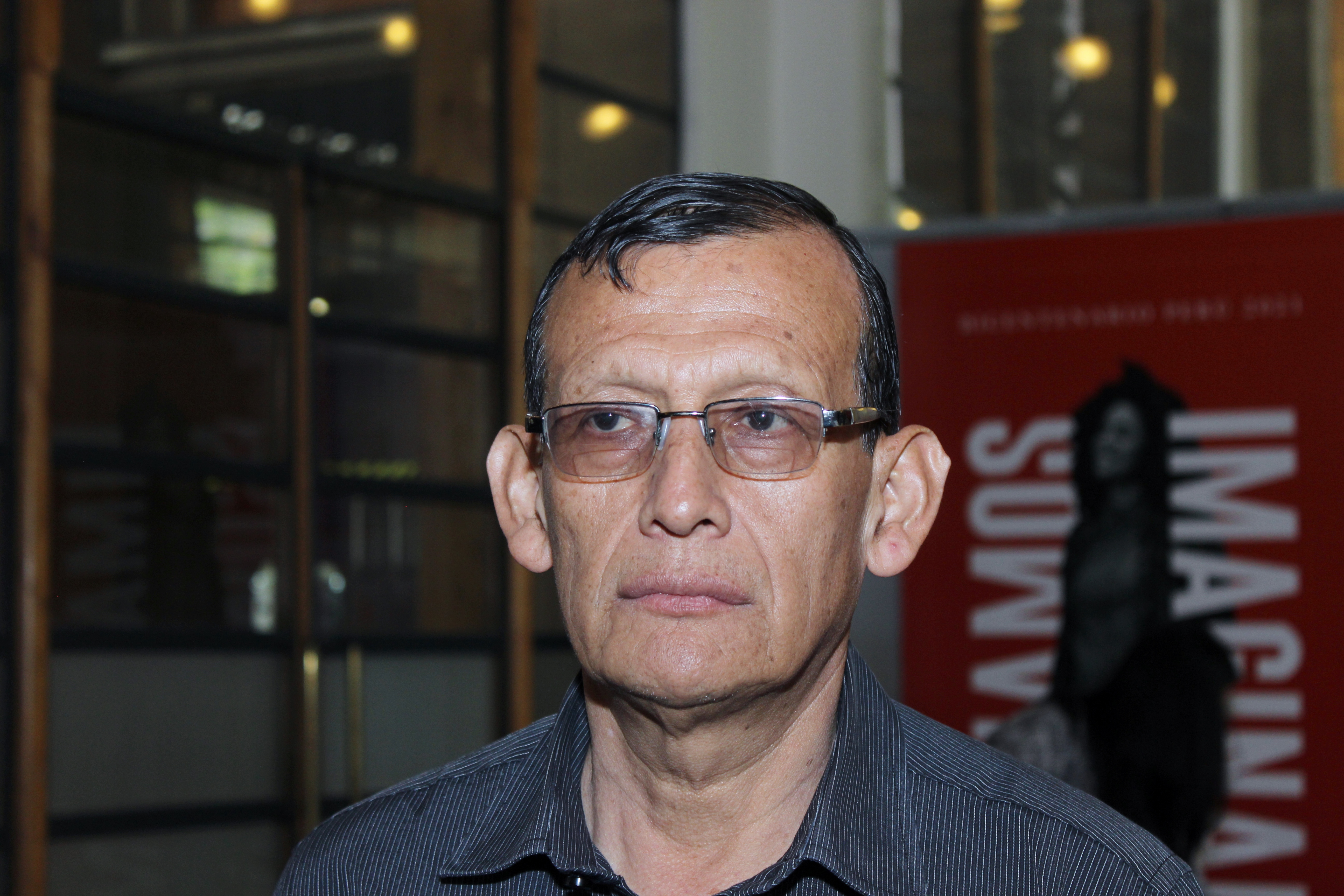
Pablo Landeo Muñoz, 2018

Originäre Prosa-Werke auf Quechua sind erst in den letzten drei Jahrzehnten entstanden, wobei sich drei Autoren hervorgetan haben.
José Oregón Morales (* 1949 in Salkabamba, Provinz Tayacaja, Departement Huancavelica) veröffentlichte 1994 acht Kurzgeschichten unter dem Titel Loro qulluchi („Bekämpfung der Papageien“). In zwei Erzählungen verarbeitet der Autor eigene Kindheitserinnerungen vom dörflichen Leben in den Anden, während die anderen sechs Geschichten auf Märcheninhalten beruhen.
Porfirio Meneses Lazón (* 1915 in Huanta; † 2009 in Lima), Schöpfer mehrerer Quechua-Gedichte (Gedichtband Suyaypa llaqtan, Lima, Mosca Azul Editores, 1988) und Übersetzer von César Vallejos Gedichtband Los heraldos negros (Yana kachapurikuna), veröffentlichte in seinem Band Achikyay willaykuna (Erzählungen des Morgengrauens) sechs Kurzgeschichten, in denen er unterschiedliche aktuelle Alltagsprobleme auf den Dörfern seiner Heimatregion behandelt. Meneses bildet in diesen Geschichten bereits einen ausgeprägten literarischen Erzählstil heraus, der im Kontrast zu den volkstümlich gehaltenen Dialogen steht.
2013 erschien der kurze Quechua-Roman Saqapa („Rassel“) des bolivianischen Autors Jinés Cornejo Endara (* 1952) aus Amarete. Im selben Jahr veröffentlichte die bolivianische Schriftstellerin Gladys Camacho Ríos aus Anzaldo ihren kurzen Roman Phuyup Yawar Waqaynin über das Leben ihres Großvaters. 2019 kamen unter dem Titel Kumpa atuqmariqa Erzählungen vom Fuchs heraus, die Camacho in Uma Piwra nahe bei ihrem Geburtsort aufgezeichnet hatte.
2016 veröffentlichte der Schriftsteller und Literaturwissenschaftler Pablo Landeo Muñoz aus Huancavelica (* 1959) Aqupampa, den ersten Roman auf Quechua ohne gleichzeitige Übersetzung ins Spanische, der die Migration in die Städte vor dem Hintergrund der Gewalt von Sendero Luminoso behandelt.
Feliciano Padilla Chalco (* 1944 in Lima) veröffentlicht Prosa (und Gedichte) auf Qusqu-Qullaw, wie es in der Region Puno gesprochen wird, in einem eigenen Blog. Als weiterer Autor von Prosa auf Cusco-Quechua ist der 1979 in Chumbivilcas (Region Cusco) geborene, aber in Arequipa lebende Fidel Almirón Quispesivana ausgetreten.
Eine Besonderheit in der bisherigen Quechua-Literatur stellen die Werke von Macedonio Villafán Broncano aus dem Callejón de Huaylas dar, da dieser Autor als erster auf Ancashino-Quechua (bzw. überhaupt in einer Waywash-Variante) schreibt. Für seine 22-seitige Erzählung mit 7 Kapiteln, Apu Kolkijirka [„Herr Silberberg“, Qullqihirka in Standard-Rechtschreibung] erhielt Macedonio Villafán 1997 gemeinsam mit Porfirio Meneses einen Literaturpreis (Premio de cuento del Concurso Nacional de Literatura Quechua). Anknüpfend an die traditionelle Religion der Anden, ist die Hauptperson ein Apu (Berggottheit), der hier jedoch als völlige Neuerung als Ich-Erzähler auftritt und die Geschichte der Gemeinde Cutacancha erzählt, deren Schutzgottheit er ist.

## Übersetzungen ins Quechua

### Bibelübersetzungen

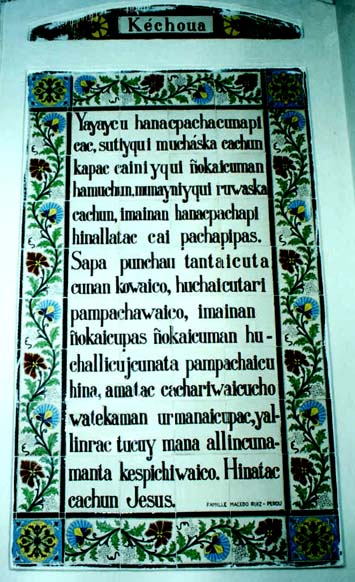
Vaterunser (Mt 6,9-13 EU) auf Quechua

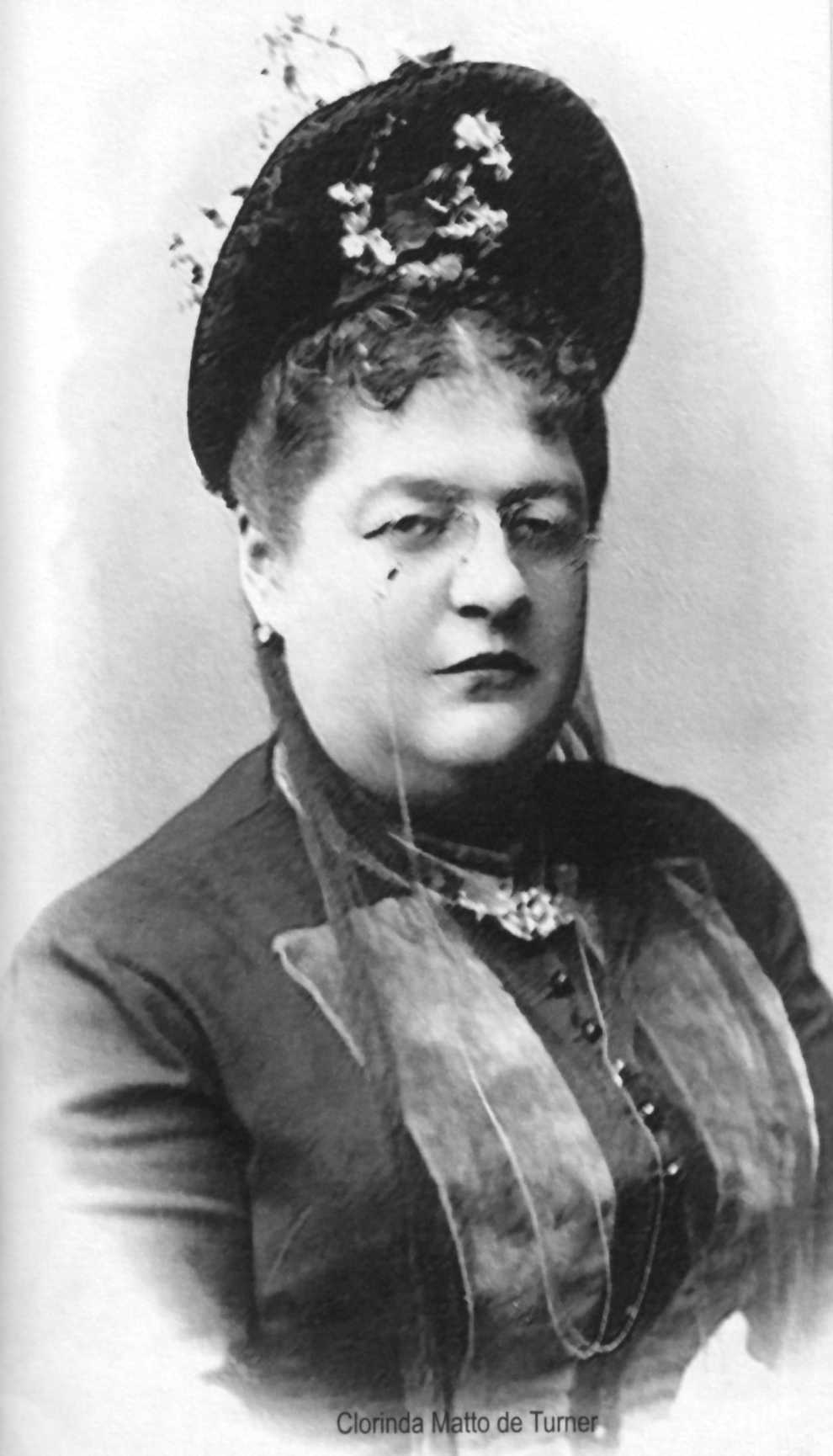
Clorinda Matto, Übersetzerin der Evangelien, um 1900

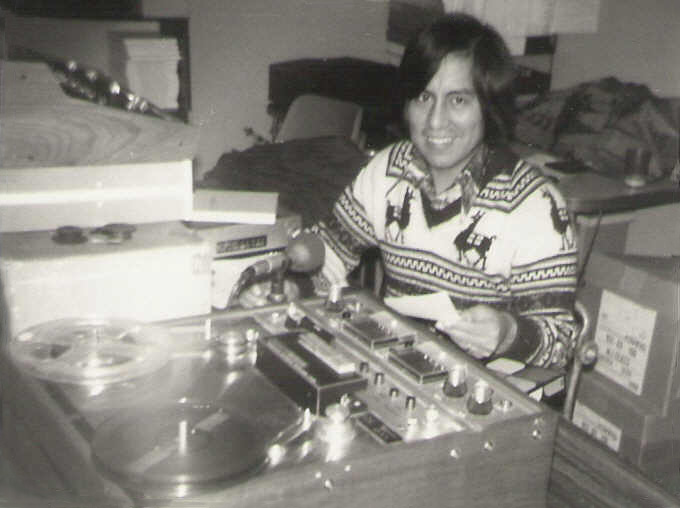
Rómulo Sauñe Quicaña, Bibelübersetzer, 1976

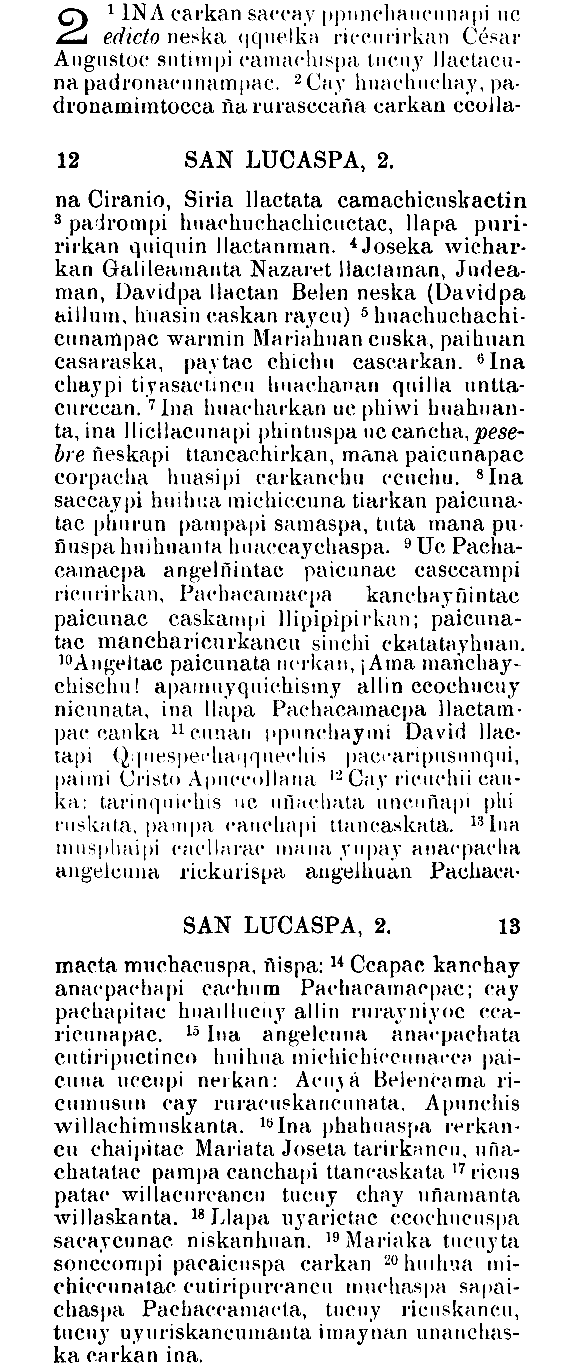
Weihnachtsgeschichte (Lk 2,1–20 EU) auf Cusco-Quechua in der Übersetzung von Clorinda Matto, 1901

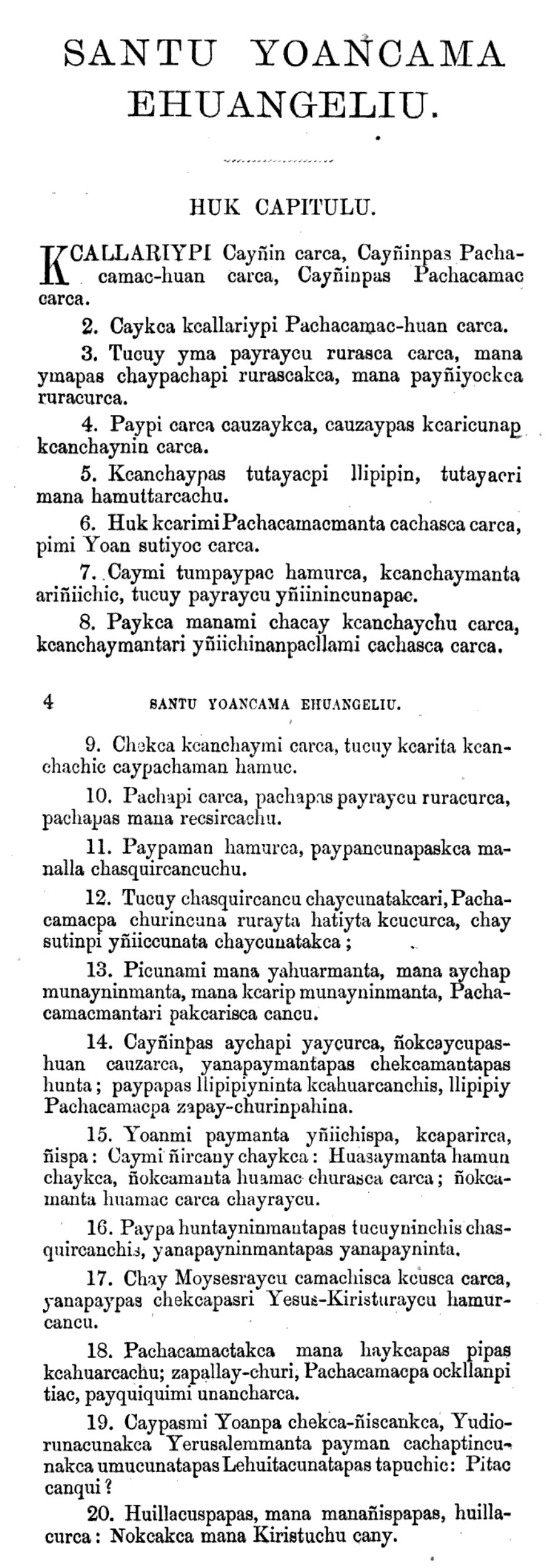
aus der ältesten erhaltenen Quechua-Übersetzung, noch mit archaischen Elementen (J.H. Gybbon-Spilsbury 1880)

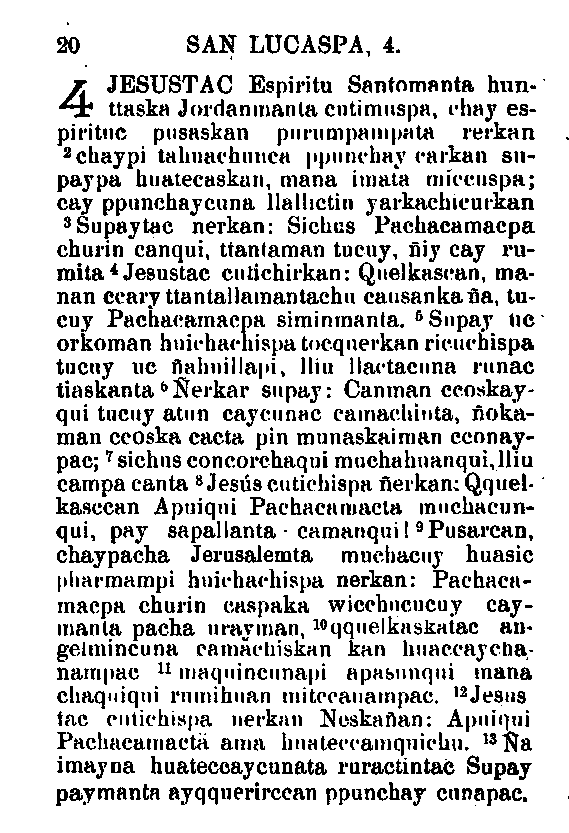
auf Cusco-Quechua in der Übersetzung von Clorinda Matto, 1901

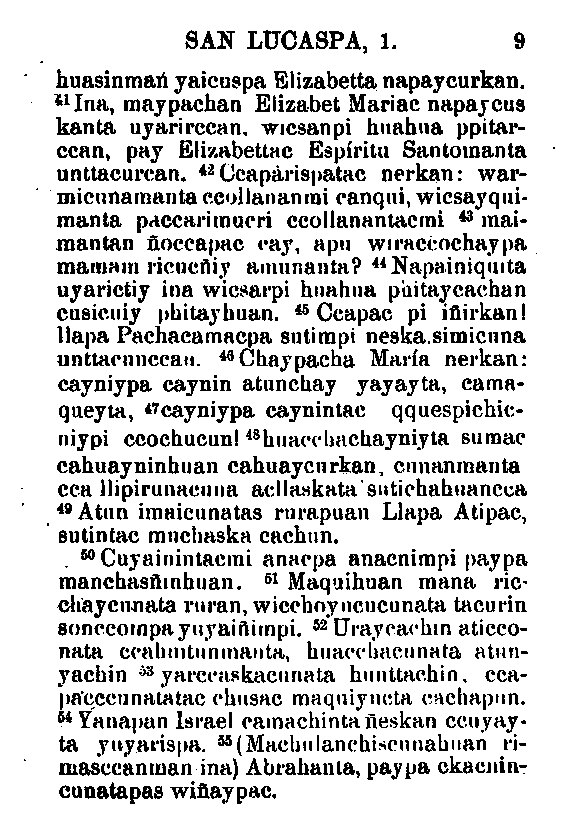
Seite 9 der Übersetzung von Clorinda Matto 1901 ins Cusco-Quechua (Lk 1,41–55 EU)

Ein Großteil der auf Quechua erschienenen Texte stand seit Beginn der Kolonialzeit im Dienste der Missionierung bzw. Evangelisation der indigenen Bevölkerung durch die christliche Kirche, zunächst ausschließlich der römisch-katholischen, seit dem 20. Jahrhundert auch der protestantischen Kirchen. Der Katechismus und die Doctrina christiana erschienen bereits 1584 in einer vom Konzil 1583 in Lima (Ciudad de los Reyes) genehmigten Version auf Quechua und Aymara, doch wurden frühe Versuche katholischer Geistlicher in den spanischen Kolonien, die Bibel in indigene Sprachen zu übersetzen, so in Mexiko von Seiten von Bernardino de Sahagún eine Übersetzung ins Nahuatl, unterbunden und durch Beschluss der Inquisition in Sevilla vom 10. Mai 1576 ausdrücklich verboten.
Der bolivianische Priester Carlos Felipe Beltrán (1816–1898) gab 1888 ein Gebetbuch (Cotidiano) in Quechua heraus. Ende des 19. Jahrhunderts begannen Missionare, einzelne Bücher des Neuen Testaments zu übersetzen. Bereits 1822 plante der schottische baptistische Pastor James Thompson, die ganze Bibel ins Quechua und Aymara zu übersetzen. Während des peruanischen Unabhängigkeitskrieges 1822 von José de San Martín nach Peru gerufen, übersetzte er mit einer Arbeitsgruppe von vier Übersetzern das Neue Testament von 1822 bis 1824, doch ging das Manuskript wegen der Kriegsereignisse 1825 verloren. So kam erst 1880 eine erste Quechua-Übersetzung des Johannesevangeliums im „Klassischen Quechua“ von Cuzco heraus. Die aus Cuzco stammende, nach Buenos Aires ausgewanderte Schriftstellerin Clorinda Matto (1852–1909) übersetzte die vier Evangelien, die Apostelgeschichte und den Römerbrief aus dem Spanischen ins Quechua von Cuzco, die zwischen 1901 und 1904 in Buenos Aires herauskamen. 1907 und 1915 folgten revidierte Fassungen. 1917 erschien in Bolivien eine zweisprachige Ausgabe aller vier Evangelien, 1922 ein zweisprachiges Neues Testament und 1929 ebenfalls zweisprachig die Psalmen (jeweils Bolivianisches Quechua und Spanisch). Ein neu bearbeitetes Neues Testament im bolivianischen Quechua wurde 1977 herausgegeben.
1923 erschien in Peru erstmals eine Übersetzung der vier Evangelien in eine Waywash-Mundart, nämlich ins Huallaga-Quechua. In der Region Ayacucho übersetzte der presbyterianische Quechua-Pastor und Lieddichter Florencio Segura, Autor eines umfangreichen, in mehreren Auflagen herausgekommenen Quechua-Gesangbuches, das 1954 auf Chanka-Quechua erschienene Johannesevangelium. Im selben Jahr erschien ebenfalls auf Chanka-Quechua das Lukas-Evangelium, übersetzt unter der Leitung des presbyterianischen Pastors Homer Emerson. Eine Quechua-Ausgabe des gesamten Neuen Testaments erschien in Peru erstmals 1947 für Cusco, denen Übersetzungen für Ayacucho (Chanka-Quechua) 1958 und 1981 sowie für Cusco 1986 folgten. Im Kichwa von Ecuador kam 1954 eine erste Übersetzung des Neuen Testaments heraus.
Erste vollständige Bibelübersetzungen aus dem Hebräischen und Griechischen ins Quechua gelangen erst im letzten Viertel des 20. Jahrhunderts, doch sind seitdem gleich mehrere komplette Quechua-Bibeln und noch weit mehr Übersetzungen des Neuen Testaments herausgekommen. Am meisten haben sich hierbei protestantische Gruppen hervorgetan, doch gab es stellenweise auch interkonfessionelle Kooperation. Als Ergebnis einer ökumenischen Zusammenarbeit evangelischer und katholischer Übersetzer erschien die erste Quechua-Übersetzung des ganzen Alten und Neuen Testaments 1986 in Bolivien bei der Bibelgesellschaft. Dabei wurden auch die deuterokanonischen Bücher des Alten Testaments übersetzt. In der Region Ayacucho in Peru war es der Quechua-Pastor Rómulo Sauñe Quicaña, der die erste, 1987 herausgekommene quechuasprachige Bibel Perus (Übersetzung ins Chanka-Quechua) auf den Weg brachte, allerdings ohne Apokryphen. Für seine Übersetzung aus dem Hebräischen unternahm er auch eine Reise nach Israel. Sauñe wurde 1992 mit drei Gefährten von Terroristen des Leuchtenden Pfads ermordet. 1988 erschien als dritte Quechua-Bibel eine Bibel für die Region Cusco (Cusco-Quechua). In Ecuador erschienen in den Jahren 1989, 1994 und 2010 Bibel-Übersetzungen in drei Kichwa-Regionalvarianten: Chimborazo, Imbabura und Cañar. 1996 gab eine interkonfessionelle Arbeitsgruppe in Bolivien eine überarbeitete Bibelausgabe heraus, der 2004 eine weitere Ausgabe folgte, wieder unter Einschluss der deuterokanonischen Bücher. Unter Federführung des Wycliff-Bibelübersetzers und Linguisten David Weber (SIL International) erschien 2010 erstmals eine komplette Bibelübersetzung in eine Variante des Waywash-Quechua, nämlich das Huallaga-Quechua.
Aus den Reihen der katholischen Kirche sind seit den 1970er Jahren einige Übersetzungen der vier Evangelien sowie zwei komplette eigene Bibelübersetzungen ins Quechua bzw. Kichwa verwirklicht worden, wobei diese als zweisprachige quechua-spanische Ausgaben herausgekommen sind. Anders als bei den übrigen Quechua-Übersetzungen wird hier kein Bezug auf eine lokale Quechua- bzw. Kichwa-Variante laut Ethnologue Bezug genommen. Übersetzungen der Evangelien kamen 1972 im Quichua von Ecuador, übersetzt unter Leitung von Leonidas Proaño, sowie mit der Apostelgeschichte im Quechua von Südperu, übersetzt unter der Leitung der Bischöfe von Abancay und Huancavelica, Enrique Pélach y Feliu und William Dermott Molloy McDermott, als zweisprachige Ausgaben (Quechua-Spanisch) heraus.
1973 begannen die katholische Missionarin Bernarda Ortiz („Coronita“) und später der Salesianer-Priester Antonio Brescuani und die Jesuiten Miguel und Francisco Ramos in Zusammenarbeit mit Indigenen, die verschiedene Kichwa-Dialekte sprachen, in Latacunga die Übersetzung der Bibel ins Kichwa von Ecuador. 1997 erschien als Ergebnis dieser Arbeit in Madrid eine zweisprachige Kichwa-Bibel. In Peru übersetzte der katholische Geistliche Mons. Florencio Coronado Romaní in Huancavelica mit Unterstützung des Bischofs von Huancavelica Mons. William Dermott Molloy McDermott die Bibel ins Quechua, die 2002 als zweisprachige Ausgabe erschien. Anders als andere Übersetzer verwendete Coronado als Vorlage die Nova Vulgata. Die deuterokanonischen Bücher sind in beiden katholischen Übersetzungen enthalten. Von den Priestern der Kongregation von den Heiligsten Herzen Jesu und Mariens (Provinz Peru) Hilario Huanca Mamani und Hermann Wendling gibt es außerdem eine Übersetzung der vier Evangelien ins Quechua von Puno von 2007.
2015 gaben schließlich auch die Zeugen Jehovas ihre erste Quechua-Neue-Welt-Übersetzung des Neuen Testaments heraus, und zwar ins Cusco-Quechua, 2016 dann ins Chanka-Quechua und ins Ancash-Quechua; sie betreiben zudem Sprachversionen ihrer Website in mehreren Quechua- bzw. Kichwa-Varianten für Peru, Bolivien, Ecuador und Argentinien.
Die meisten Quechua-Bibelübersetzungen sind seit ungefähr 2012 auf verschiedenen Bibelportalen (unterschiedlich verteilt) im Internet einsehbar, so die Ausgaben für Bolivien, Ayacucho, Cusco und Ecuador, allerdings nicht die deuterokanonischen Bücher und auch nicht die katholischen Übersetzungen. Die Quechua-Bibel für Ayacucho, für Huallaga sowie zahlreiche Übersetzungen des Neuen Testaments durch die Wycliff-Übersetzer sind auch als PDF (unter Copyright) verfügbar.
Ein Problem für die Entwicklung einer gemeinsamen Schriftsprache stellt bei diesen Übersetzungen dar, dass sie (bisher) nicht einer einheitlichen Orthographie folgen. Die ersten Ausgaben in Bolivien (sowohl auf Quechua als auch Aymara) folgten noch einer ans Spanische angelehnten Orthographie, wobei der Laut [q] durch „k“ dargestellt wurde. Dies ist einer modernisierten Rechtschreibung unter Verwendung von q und k für [q] und [k] gewichen. Die letzte Ausgabe für Nordbolivien hat nunmehr auch die 5-Vokal-Schreibweise durch eine 3-Vokal-Schreibweise ersetzt, wie sie heute offiziell in Bolivien angewandt wird. Auch die Übersetzungen des Neuen Testaments für Inkawasi-Kanaris und Apurímac folgen einer solchen Orthographie, die für Apurímac freilich mit „h“ statt „j“. Die Bibeln für Ayacucho und Cusco verwenden ebenfalls q und k sowie h, jedoch 5 Vokale, während die Übersetzungen in Ecuador gänzlich einer ans Spanische angelehnten Rechtschreibung folgen. Dies trifft auch für die Übersetzungen ins Waywash-Quechua zu, obwohl es sowohl in Ecuador als auch in Zentralperu offizielle Quechua- bzw. Kichwa-Schreibweisen mit „k“ statt „c“ und „qu“ gibt. Auch die katholischen Übersetzungen verwenden durchweg eine spanische Orthographie.
Bei der Wortwahl der Quechua-Bibelübersetzer gibt es Gemeinsamkeiten, aber auch viele bemerkenswerte Unterschiede. Bis auf zwei Ausnahmen verwenden alle Übersetzungen für Gott das bereits in der Doctrina Christiana 1584 verwendete spanische Wort Dios. Der protestantische Pastor Gybbon-Spilsbury von der South American Missionary Society übersetzte im 1880 herausgekommenen Johannesevangelium Θεός (Theos: Gott) mit dem Quechua-Wort Pachacamac („Schöpfer der Welt“), auch Name einer vorkolonialen Schöpfergottheit der Anden. Genau dieser Name für Gott (אלהים Elohim bzw. Θεός) wird außerdem in der katholischen Kichwa-Übersetzung Pachacamacpac Quillcashca Shimi („Gottes geschriebenes Wort“) von 1997 verwendet, in der für JHWH (יהוה) Causac-Pachacamac („Lebender Schöpfer der Welt“) und für Adonai (אֲדֹנָי) Sumac Apu („Schöner Herr“) steht. Diese Kichwa-Bibel hebt sich von allen anderen Übersetzungen durch ihre weitgehende Vermeidung von spanischen Lehnwörtern ab.
Alle drei „großen“ Quechua-Bibelübersetzungen (Bolivien, Ayacucho, Cusco) greifen in ihrer Wortwahl auf Quechua-Begriffe zurück, die vor der Ankunft der Spanier eine andere Bedeutung hatten und ihre heutige Bedeutung in der Kolonialzeit angenommen haben. Hierzu gehören hucha, „Sünde“, kay pacha, „Welt“ und hanaq pacha, „Himmel“. In der bolivianischen Quechua-Übersetzung wird letzterer Ausdruck jedoch nicht durchgehend verwendet, so erscheint im Schöpfungsbericht das spanische Wort cielo. Für „Hölle“ steht einmal ukhu pacha und einmal das spanische infierno. Das „Wort“ (λόγος) am Beginn des Johannesevangeliums wird in allen drei Übersetzungen mit simi („Mund“, „Wort“, „Sprache“) wiedergegeben. Für das Verb „(er)schaffen“ verwenden die drei Übersetzungen jeweils ein anderes Quechua-Verb: ruway („machen“), kamay und unanchay. Für den „Menschensohn“ (ὁ υἱὸς τοὺ ἀνθρώπου) finden wir in allen drei aktuellen Ausgaben die direkte Übersetzung Runap [-j, -pa, -q] Churin. Rómulo Sauñes Versuch 1987, diesen als „von Gott kommenden Menschen“ (Diosmanta Hamuq Runa) zu umschreiben, ist in der Ayacucho-Überarbeitung von 2012 durch die direkte Übersetzung Runapa Churin ersetzt worden.
Anders als die oben namentlich aufgeführten Bibelübersetzungen sind einige der von der Liga Bíblica herausgegebenen Neuen Testamente auf Quechua keinesfalls genaue, nahe an die Originaltexte angelehnte Übersetzungen. So heißt es in der Übersetzung ins peruanische Pastaza-Kichwa am Beginn des Johannesevangeliums („Im Anfang war das Wort“): Manara nima ima tiyashpanra ñukanchi runakunata Yaya Diospa yuyayninta riksichik Kristuka ña tiyarka, was ins Deutsche weiterübersetzt ungefähr bedeutet: Als es noch nichts gab, gab es schon Christus, der uns Menschen Gott Vaters Denken bekannt macht, wobei dem Problem der Übersetzung von λόγος mit einer ausführlichen Umschreibung mit Exegese begegnet wird.
Sämtliche Quechua-Bibelübersetzungen – unabhängig von der Konfession der Übersetzer – sind nicht in der narrativen (-sqa-), sondern in der „unspezifischen“ Vergangenheitsform (-rqa-) geschrieben. In dieser Form wurde beispielsweise auch das Huarochirí-Manuskript verfasst. Im Gegensatz zu diesem verwenden die Bibeltexte als Evidentialitätssuffix jedoch niemals -s/-si, was Information aus zweiter Hand ausdrücken würde, sondern durchweg das assertive -m/-mi, mit dem normalerweise selbst Erlebtes wiedergegeben wird. Damit erhalten die Texte der Quechua-Bibeln den Charakter eines Erlebnisberichtes und heben sich so im Stil von den Quechua-Mythen und Märchen ab, die heutzutage stets in der narrativen Vergangenheit und der s-Form erzählt werden.
Seit den ersten Quechua-Bibelübersetzungen hat es auch Revisionen gegeben, so kam 2004 eine Überarbeitung der Bibel für Cusco heraus. Bei den Überarbeitungen werden – abgesehen von Fehlerkorrekturen und Ausdrucksverbesserungen – unterschiedliche Tendenzen in sprachlicher Hinsicht deutlich. Bei einer neuen Bibelübersetzung für Ayacucho, herausgekommen 2012 und im peruanischen Kongress vorgestellt im Mai 2013, wurden Veränderungen gegenüber der Ausgabe von 1987 mit dem Wandel der Quechua-Alltagssprache wegen der Auswirkungen des bewaffneten Konfliktes in Peru und mit dem damit verbundenen Verlust alter Quechua-Ausdrücke begründet, die durch Entlehnungen aus dem Spanischen ersetzt wurden. Eine gegensätzliche Tendenz gibt es bei der gegenwärtigen Überarbeitung der bolivianischen Quechua-Bibel, wo auf die Ersetzung von Hispanismen – beispielsweise des Plural-s durch -kuna – durch ursprüngliche Quechua-Ausdrücke und somit eine Anpassung an die sich allmählich etablierende Quechua-Amts- und Schulsprache Wert gelegt wird. Der Abschluss dieser Bearbeitung ist für Dezember 2014 vorgesehen.
Übersicht über Quechua-Übersetzungen der ganzen Bibel
Für folgende regionale Quechua-Varianten liegen Übersetzungen vor (in Klammern: NT):
- Südbolivianisches Quechua 1986, ÜA: 1997, 2004, 2014 gepl. (NT: 1922), SBB/SBU
- Chanka-Quechua (Ayacucho) 1987, ÜA: 2012 (NT: 1958), SBP/SBU
- Cusco-Quechua 1988, ÜA: 2004 (NT: 1947), SBP/SBU
- Chimborazo-Kichwa 1989, ÜA: 2010 (NT: 1954), SBE/SBU
- Imbabura-Kichwa 1994 (NT: 1976), SBE/SBU
- Kañari-Kichwa 2011, SBE/SBU
- Huallaga-Quechua (Huánuco) 2011 (NT: 2010), Wycliffe

Darüber hinaus gibt es ohne Verweis auf eine Quechua-Variante mit SIL-Code:
- Kichwa von Ecuador 1997, Salesianer (kath.)
- (Südliches) Quechua 2002, Diözese von Huancavelica, Peru (kath.)

Derzeit machen die Bibelübersetzungen einen großen Anteil am existierenden Textkorpus des Quechua aus, was in besonderem Maße für die kleineren Quechua-Varianten gilt.

### Moderne Literaturübersetzungen
Wie sehr die Quechua-Sprache bis heute nur eine Randbedeutung in der offiziellen Wahrnehmung, im Bildungswesen und der Literaturförderung hat, zeigt das praktische Fehlen von Übersetzungen ins Quechua bis zur Jahrtausendwende, abgesehen von den Bibelübersetzungen. Seither sind einige Anfänge gemacht worden, wobei es sich mit wenigen Ausnahmen um Übersetzungen spanischsprachiger Werke handelt. 2004 kam die Übersetzung des Kleinen Prinzen von Antoine de Saint-Exupéry heraus, aus dem Französischen übersetzt von Lydia Cornejo Endara und César Itier (Quyllur llaqtayuq wawamanta). 2005 folgte der erste Teil und 2015 schließlich der zweite Teil des Don Quijote von Miguel de Cervantes y Saavedra (Yachay sapa wiraqucha dun Qvixote Manchamantan), nunmehr in Gänze übersetzt von Demetrio Túpac Yupanqui Martínez. Ebenfalls 2015 erschien eine in bolivianisch-spanischer Kooperation erfolgte Übersetzung von Juan Ramón Jiménez Mantecóns Platero y yo, auf Quechua Qullqicha ñuqa ima. Seit 1997 hat es zudem Literaturübersetzungen (Chanka- und Cusco-Quechua) einiger Werke unter anderem von José María Arguedas (Warma Kuyay, Cusco-Quechua 2007 und Chanka-Quechua 2011, Rasuñitipa wañuynin, 2007), Dante Castro Arrasco (Ñakay Pacha / Tiempo de dolor, 2007, Nak'aq / Pishtaco, 2010, Isla angel / El ángel de la isla, 2010) und César Vallejo (Paco Yunque, 2007 sowie andere Übersetzung 2022, Trilce, 2008, El Tungsteno, 2015) gegeben, bei denen unter anderen Porfirio Meneses Lazón, Gloria Cáceres Vargas, Washington Córdova Huamán und Luis Alberto Medina Huamaní die Übersetzer waren, während 2015 im Rahmen eines Projekts der Dirección Desconcentrada de Cultura de Cuzco Georgina Maldonado Gómez einzelne Werke von Gabriel García Márquez (Machu wiraquchataq raprasapataq / Un señor muy viejo con unas alas enormes), Mario Vargas Llosa (Qamchu ñuqachu wañusunchik / El desafío) und Juan Carlos Onetti (Qhalilla sumaqlla Bob / Bienvenido Bob), Sócrates Zuzunaga Huaita dagegen Werke von Adolfo Bioy Casares (Paulinapa yuyayninpi / En memoria de Paulina) und Clarice Lispector (Kañakuymantaqa chayqa allichkanmi / Melhor do que arder) ins Quechua übersetzte, alle herausgegeben in Cusco 2015. Paulo Coelhos O Alquimista (Alkimista) wurde in Bolivien von América Agudolo aus dem Portugiesischen ins Quechua (und parallel von Vitaliano Huanca ins Aymara) übersetzt und in beiden Sprachen 2010 herausgebracht. 2022 erschien in Lima eine Übersetzung von Pinocchio (Carlo Collodi) aus dem Italienischen ins Quechua durch den Übersetzer Julián Quispe Mendoza aus Apurimac.
Eine Gabriel-García-Márquez-Übersetzung ins Kichwa von Ecuador gab es bereits 1981 in dessen „Hausverlag“ La Oveja Negra, und zwar auf Grund eines Auftrags des Autors selbst. Übersetzer von Crónica de una muerte anunciada, auf Kichwa Mushuc quellca huañuyta yachashpa huillarca, war der ecuadorianische Anthropologe und Historiker Alfredo Costales Samaniego (1925–2016). Auch bei der Übersetzung des Kleinen Prinzen waren die Übersetzer ins Kichwa denen in die südlichen Quechua-Varianten voraus: 1989 erschien die Kichwa-Version mit dem Titel Auquicu bei Ebi/Cedime in Quito, übersetzt von Teodoro Gallegos und León Coloma.
Im Falle des Kleinen Prinzen gibt es nach Cornejos und Itiers Version inzwischen mehrere konkurrierende Übersetzungen ins Quechua. 2006 erschien Kamachikuq Inkacha, eine Übersetzung von Sonia de la Cuba Tejada ins Cusco-Quechua. Eine weitere ist der 2012 in Cusco erschienene Aukillu von Armando Valenzuela Lovon (Autor von Las Maravillas del Quechua Inka, 2002) von der Academia Mayor de la Lengua Quechua (AMLQ) im „Inka-Quechua“ der AMLQ mit fünf Vokalen, einer Form des modernen Cusco-Quechua. Valenzuelas Version im „wahren Quechua“ ist gekürzt, ohne dass ein System dahinter klar wäre. Inzwischen gibt es hiervon auch eine Übersetzung in die südlichste Quechua-Variante, die von Santiago del Estero, erschienen 2019 als Príncipe Huahua in Übersetzung von Elva Raquel Gómez.

## PEN-Club Quechua in Bolivien
Im Jahre 2020 gründeten etwa 25 Schriftsteller aus Bolivien einen „PEN Quechua“ mit Sitz in Cochabamba (Bolivien), der im September 2021 von PEN International als Mitgliedsorganisation anerkannt wurde. In das erste Direktorium wurden Iván Prado Sejas als Vorsitzender, außerdem Esther Balboa Bustamante, Juan Clavijo Román, Gonzalo Montero Lara und Julieta Zurita Cavero gewählt. Zu den Schwerpunkten der Arbeit sollen Übersetzungen ins und aus dem Quechua, Veranstaltungen und Aktivitäten zur Rettung der mündlichen Überlieferung wie Erzählungen, Mythen und Legenden gehören. Nach Angaben der Generalsekretärin Esther Balboa Bustamante strebt PEN Quechua an, in „alle Nationen Lateinamerikas zu kommen, in denen die Sprache gesprochen wird, vom Süden Kolumbiens bis Chile“. Der Vorsitzende Iván Prado Sejas, der im Übrigen vorwiegend auf Spanisch schreibt, wurde unter anderem durch seinen mit dem Literaturpreis des bolivianischen Ministeriums für Bildung und Kultur ausgezeichneten Quechua-Roman Inka Kutimunña von 1998 bekannt. Julieta Zurita Cavero, Philologin an der Universidad Mayor de San Simón in Cochabamba, ist Autorin von Gedichten und Kurzgeschichten auf Quechua, die auch in der interkulturellen zweisprachigen Erziehung in Bolivien gelesen werden.

## Bedeutung der Quechua-Literatur für den Erhalt der Sprache
Übersetzungen spielen ebenso wie Originalwerke eine Schlüsselrolle in der Entwicklung von Literatursprachen. Für das Quechua wird es entscheidend für sein Überleben als Sprache sein, ob zunehmende Wertschätzung, Alphabetisierung, interkulturelle zweisprachige Erziehung und damit verbundene schriftsprachliche Kompetenz eine stärkere Nachfrage nach Quechua-Schrifterzeugnissen bewirken. Die Produktion von quechuasprachiger Literatur wird hier als ein wesentlicher Faktor gesehen.

### Sekundärliteratur
- Ariruma Kowii (2003): Das Quechua. Von der Oralliteratur zur Schriftliteratur. In: Mader, Elke und Helmuth Niederle (Hrsg.), Die Wahrheit ist weiter als der Mond. Europa-Lateinamerika: Literatur, Migration, Identität. Wien: WUV.
- Alan Durston (2014): El teatro quechua en la ciudad de Ayacucho, Perú, 1920-1950 (Quechua theater in the city of Ayacucho, Peru, 1920-1950. Corpus 4 (2). doi:10.4000/corpusarchivos.1280
- César Itier (1995): El Teatro Quechua en el Cuzco. Mit den Stücken: Nemesio Zúñiga Cazorla: Qurich'ispi (1915), T'ikahina (1934), Katacha (1930?). Centro de Estudios Regionales Andinos „Bartolomé de Las Casas“, Cusco, Peru (Orig. mit span. Übers.).
- César Itier [Hrsg.] (2000): El teatro quechua en el Cuzco. Teil 2: Indigenismo, lengua y literatura en el Perú moderno. Mit den Stücken Nicanor Jara (1899): Sumaqt'ika, Luis Ochoa Guevara (1921): Manco II. Centro de Estudios Regionales Andinos „Bartolomé de Las Casas“, Cusco
- Gonzalo Espino Relucé (2019): Narrativa quechua contemporánea. Corpus y Proceso (1974-2017). Grupo Pakarina S.A.C., Lima

### Originalwerke
- Julio Calvo Pérez [Hrsg.] (1998): Ollantay – Edición Crítica de la Obra Anónima Quechua. Centro Bartolomé de las Casas: Cusco, Peru (Orig. mit span. Übers.)
- Juan Espinosa Medrano [Hrsg.] (1967): Usca Páukar : drama en 3 partes. In: Juan Espinosa Medrano: El Hijo pródigo. Colección Clásicos peruanos, Lima, S. 79–151.
- Britta Hemshorn de Sanchez [Hrsg.] (1992): Atau Wallpaj p'uchukakuyninpa wankan – „Die Tragödie vom Ende des Atahualpa“. C.Zerling: Berlin (Deutsch). ISBN 3-88468-052-8
- Nemesio Zúñiga Cazorla [1915]: Qurich'ispi. In: César Itier (1995): El Teatro Quechua en el Cuzco. Centro de Estudios Regionales Andinos „Bartolomé de Las Casas“, Cusco, Peru (Orig. mit span. Übers.).
- Nemesio Zúñiga Cazorla [1934]: T'ikahina. In: César Itier (1995): El Teatro Quechua en el Cuzco. Centro de Estudios Regionales Andinos „Bartolomé de Las Casas“, Cusco, Peru (Orig. mit span. Übers.).
- Nemesio Zúñiga Cazorla [1930?]: Katacha. In: César Itier (1995): El Teatro Quechua en el Cuzco. Centro de Estudios Regionales Andinos „Bartolomé de Las Casas“, Cusco, Peru (Orig. mit span. Übers.).
- Nicanor Jara [1899]: Sumaqt'ika. In: César Itier [Hrsg.] (2000): El teatro quechua en el Cuzco. Teil 2: Indigenismo, lengua y literatura en el Perú moderno. Centro de Estudios Regionales Andinos „Bartolomé de Las Casas“, Cusco.
- Luis Ochoa Guevara [1921]: Manco II. In: César Itier [Hrsg.] (2000): El teatro quechua en el Cuzco. Teil 2: Indigenismo, lengua y literatura en el Perú moderno. Centro de Estudios Regionales Andinos „Bartolomé de Las Casas“, Cusco.
- Jesús Lara [Hrsg.] (1989): Atau Wallpaj p'uchukakuyninpa wankan – Tragedia del fin de Atawallpa. Los Amigos del Libro: La Paz, Bolivia (Orig. mit span. Übers.)
- Frank Salomon, George L. Urioste [Hrsg.] (1991): The Huarochirí Manuscript: A testament of ancient and colonial Andean religion. University of Texas Press, Austin (Quechua und Englisch)
- Gerald Taylor [Hrsg.] (2001): Waruchiri – Ñawpa machukunap kawsasqan (Quechua-Original). Lluvia Editores – IFEA: Lima, Peru, ISBN 9972-627-43-8
- Ricardo Valderrama Fernández, Carmen Escalante Gutiérrez (1982): Gregorio Condori Mamani – Autobiografía. Centro Bartolomé de las Casas: Cuzco, Peru (Orig. u. span. Übers. auf gegenüberliegenden Seiten)